# Tuyên truyền của Nga
Tuyên truyền của Nga là một thuật ngữ mô tả sự lan truyền thông tin đại chúng nhằm thúc đẩy quan điểm, nhận thức hoặc chương trình nghị sự của chính phủ Nga. Các phương tiện truyền thông bao gồm các cơ sở quốc doanh và công nghệ trực tuyến. Vào cuối năm 2008, Lev Gudkov, dựa trên các dữ liệu trưng cầu dân ý của Levada Center, chỉ ra sự gần như biến mất của dư luận quần chúng như là một tổ chức chính trị-xã hội đương đại Nga, và nó được thay thế với công tác tuyên truyền nhà nước vốn vẫn còn hiệu quả.

## Nỗ lực PR toàn cầu được nhà nước tài trợ
Một thời gian ngắn sau hành động khủng bố ở Beslan trong tháng 9 năm 2004, ông Putin đã tăng cường một chương trình được Kremlin tài trợ nhằm mục đích “cải thiện hình ảnh của Nga” ở nước ngoài. Một trong những dự án lớn của chương trình là việc thành lập Russia Today (RT) trong năm 2005, một kênh truyền hình tin tức tiếng Anh cung cấp tin tức 24 giờ, theo mô hình CNN. 30 triệu $ công quỹ được phân bổ làm ngân sách khởi động nó. Một câu chuyện của CBS News về sự ra mắt của Russia Today dẫn lời Boris Kagarlitsky mà nói rằng đó là “sự tiếp nối của  dịch vụ tuyên truyền của Liên Xô cũ”.
Thứ trưởng Ngoại giao Nga Grigory Karasin cho biết trong năm 2008, trong bối cảnh cuộc xung đột Nga-Gruzia: “phương tiện truyền thông phương Tây là một bộ máy được tổ chức tốt, nơi chỉ hiển thị những hình ảnh phù hợp với những suy nghĩ của họ. Chúng tôi nhận thấy nó rất khó khăn để nhét quan điểm của chúng tôi vào các trang báo của họ.”  Vào tháng 6 năm 2007, Vedomosti tường thuật rằng điện Kremlin đã tăng cường các hoạt động vận động hành lang chính thức của mình tại Hoa Kỳ từ năm 2003, trong số những thứ khác thuê các công ty như doanh nghiệp Hannaford và Ketchum.
Trong một cuộc phỏng vấn năm 2005 với đài truyền thanh Tiếng nói Hoa Kỳ sở hữu bởi chính phủ Mỹ được phát sóng ở nước ngoài, blogger Nga-Israel Anton Nosik cho biết, việc tạo ra RT “có những hơi hướng của chiến dịch theo kiểu tuyên truyền Liên Xô.” Pascal Bonnamour, người đứng đầu bộ phận châu Âu của phóng viên Không Biên giới, gọi mạng lưới truyền thông mới được công bố: “một bước của nhà nước để kiểm soát thông tin.” Năm 2009, Luke Harding (khi đó phóng viên của tờ The Guardian, trụ sở tại Moscow, Nga) đã mô tả chiến dịch quảng cáo của RT tại Vương quốc Anh là một “nỗ lực đầy tham vọng nhằm tạo ra một đế chế tuyên truyền toàn cầu thời hậu Xô viết mới.”  Theo Lev Gudkov, giám đốc của Trung tâm Levada tổ chức thăm dò dân ý được trọng nể của Nga, tuyên truyền của Nga của Putin là “hung hăng và lừa đảo... tồi tệ hơn bất cứ điều gì tôi đã chứng kiến ở Liên Xô”.
RT cũng bị cáo buộc truyền bá thông tin sai sự thật. Trong vụ Chuyến bay 17 của Malaysia Airlines bị bắn rơi, trang tin Bellingcat của nhà báo Eliot Higgins đưa ra bằng chứng về các hình ảnh vệ tinh ngụy tạo bởi Bộ Quốc phòng Nga mà đã được thông tin rộng qua RT và Sputnik.

## Phản ứng
Theo Mykola Riabchuk, nhà báo và nhà phân tích chính trị Ukraina, công tác tuyên truyền của Nga phát triển thành một cuộc chiến tranh thông tin chính thức trong cuộc khủng hoảng Ukraina. Riabchuk viết: “Ba câu chuyện kể chính có thể được tóm tắt như "biên giới của Ukraina là nhân tạo", "xã hội của Ukraine đang chia rẽ sâu sắc" và "các tổ chức Ukraina là rối loạn chức năng không thể sửa chữa", do đó cần “sự giám hộ bên ngoài, hiển nhiên là Nga”.
Trong một cuộc điều trần tại Quốc hội Mỹ vào năm 2015, Leon Aron, giám đốc về ban nghiên cứu nước Nga tại Viện Doanh nghiệp Mỹ (American Enterprise Institute), mô tả mạng lưới truyền hình được chính phủ Nga tài trợ Russia Today là không chỉ để quảng cáo “thương hiệu” Nga, mà còn nhằm “làm mất giá trị những ý tưởng của tính minh bạch và trách nhiệm dân chủ, phá hoại niềm tin vào độ tin cậy của thông tin công cộng và phát sóng với một nửa sự thật”. Ông mô tả tuyên truyền nhà nước Nga là “hung hăng, thường tinh tế, và hiệu quả trong việc sử dụng Internet”.
Peter Pomerantsev, một nhà sản xuất truyền hình Anh, trong cuốn sách của ông Nothing Is True and Everything Is Possible (Không có gì là sự thật và mọi thứ đều có thể) viết vào năm 2014, cho rằng mục tiêu của công tác tuyên truyền này không phải là để thuyết phục, như trong công tác tuyên truyền cổ điển, mà làm một lĩnh vực thông tin “bẩn” để mọi người không tin tưởng vào ai cả.
Thảo luận về cuộc khủng hoảng Ukraina vào năm 2014, John Kerry, Bộ trưởng Ngoại giao Hoa Kỳ, gọi RT như một “cái loa tuyên truyền” do nhà nước bảo trợ và nói tiếp, “Russia Today được triển khai để đề bạt những tưởng tượng của Tổng thống Putin về những gì đang xảy ra trên trái đất. Họ gần như dành toàn thời gian cho nỗ lực này, để tuyên truyền, và bóp méo những gì đang xảy ra hoặc không xảy ra ở Ukraina.”  Cliff Kincaid, giám đốc của trung tâm báo chí điều tra thuộc tổ chức Accuracy in Media (sự chính xác trong truyền thông), gọi RT “Cơ quan thông tin sai lệch nổi tiếng cho công tác tuyên truyền của Nga”.